# Çaparkayı, Şabanözü
Çaparkayı là một xã thuộc huyện Şabanözü, tỉnh Çankırı, Thổ Nhĩ Kỳ. Dân số thời điểm năm 2010 là 228 người.